# Felix Scheffler
Felix Scheffler (Hamburg, 1915. február 9. – Rostock, 1986. március 13.) német politikus. A Wehrmacht tagjaként harcolt a második világháborúban, majd az NDK haditengerészetének lett az első vezetője 1956-ban. Elnyerte a Hazafias Arany Érdemrendet.